# Tôm hồng
Tôm nước sâu hay tôm hồng, tôm ngọt hay Tôm chì Alaska hay còn gọi là tôm Amaebi trong tiếng Nhật (Danh pháp khoa học: Pandalus borealis) là một loài tôm trong Chi tôm he thuộc họ tôm chì được phân bố ở Bắc Đại Tây Dương, Bắc Thái Bình Dương và vùng Bắc Cực. Chúng còn được tìm thấy ở đáy bùn xốp, mòn ở dưới sâu 10- 500m và chủ yếu là những lỗ sâu.

## Tên gọi
Nhiều tên tiếng Anh khác nhau được dùng để chỉ loài tôm này như deep-water shrimp (tôm nước sâu), cold water shrimp (tôm nước lạnh), northern shrimp (tôm phương Bắc), Alaskan pink shrimp (tôm chì Alaska), pink shrimp (tôm chì), northern red shrismp (tôm đỏ phương bắc), Greenland prawn (tôm Greenland – ở vương quốc Anh). Thường từ shrimp được thay bằng từ prawn, mặc dù không chính xác. Ở Nhật, nó còn được gọi là Hokkoku Akaebi/North countryred shrimp tức tôm Amaebi, Nanban ebi hoặc Tongarasahi.

## Đặc điểm
Tôm này thường ăn những loài côn trùng nhỏ, những loài giáp xác. Đây là loại tôm nước lạnh, nhiệt độ là một yếu tố rất quan trọng ảnh hưởng tới sự phát triển của chúng. Nhiệt độ tới hạn mà tôm có thể chịu được là từ 2-14 độ C, chúng thường được tìm thấy ở nhiệt độ 2-8 độ C.
Cơ thể của tôm chứa khoảng 70-85% nước. Hàm lượng nước phụ thuộc vào giống loài và tình trạng của tôm. Trong cơ và trong các tế bào, nước đóng một vai trò quan trọng làm dung môi cho các chất tan, là môi trường cho các phản ứng sinh hóa trong tế bào, đồng thời nước tham gia vào các phản ứng sinh hóa và có ảnh hưởng lớn đến sự tạo thành các sản phẩm phản ứng. Cơ thể của tôm chứa khoảng 10-25% protein. Hàm lượng protein biến thiên tùy thuộc vào giống loài tôm, điều kiện dinh dưỡng và các loại cơ thể. 

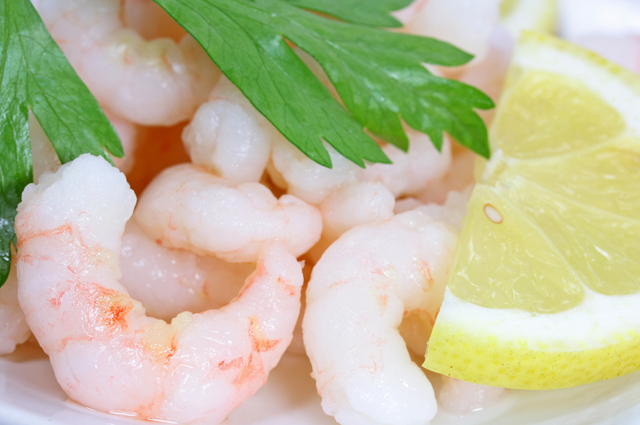
Nõn tôm hồng

Mô cơ của tôm chứa Lipid rất ít, khoảng 0,05-3%, thành phần chủ yếu là photpholipid. Các vitamin có thể có trong tôm như: thiamin (B1), riboflavin (B2), niacin (PP), pyridocin (B6), biotin (H), acid acorbic (C),… hàm lượng vitamin biến thiên theo mùa vụ. Tôm là loại thực phẩm giàu khoáng chất, hàm lượng chất khoáng có trong cơ thể tôm biến thiên trong khoảng 0,6-1,5%. Hàm lượng chất khoáng phụ thuộc vào điều kiện và môi trường sống của tôm.
Thành phần:
- Năng lượng: 101 kcal/100g
- Protein: 23g/100g
- Carbohydrate: 1g/100g
- Chất béo: 1g/100g
- Vitamin B12 và các vitamin tan trong dầu như A,D,E,K…

## Sinh trưởng
Pandalus borealis xuất hiện quanh năm. Loại tôm này là động vật lưỡng tính. Chúng được sinh ra là giống đực, sau đó chuyển đổi giới tính và trở thành giống cái sau 4 năm. Con cái mang trứng từ tháng 10 đến tháng 3 năm sau, sau đó di chuyển đến vùng ven biển vào cuối thu và ấp trứng ở đây. Trứng lớn dần và tồn tại ở ven bờ hơn một năm và sau đó di chuyển ra biển khơi khi nó trưởng thành. Đây là loài tôm nổi tiếng về giới tính là loài lưỡng tính. Bắt đầu chúng là con đực, nhưng sau một hai năm, tinh hoàn biến thành buồng trứng và hoàn chỉnh cuộc sống của chúng là con cái. Tuy nhiên, nếu số lượng con cái nhiều, con đực sẽ đình hoãn sự chuyển đổi của chúng, nếu có sự thiếu hụt con cái, con đực sẽ chuyển đổi sớm hơn.
Tôm sinh trưởng trải qua 7 giai đoạn gồm Giai đoạn phôi, trứng thụ tinh, phân cắt tế bào đến khi nở, thời gian hoàn tất khoảng 12 ngày tùy thuộc vào điều kiện nước, trứng nở ra thường chìm xuống đáy và sau khi trương nở sẽ nổi lơ lửng. Giai đoạn thứ hai là giai đoạn ấu trùng và Giai đoạn tôm giống, lúc này tôm sử dụng chân ngực để bò và chân bụng để bơi. Giai đoạn cận trưởng thành, cơ thể cân đối, có dạng như tôm trưởng thành. Giai đoạn này tôm có cơ quan sinh dục đực. Giai đoạn trưởng thành tôm đực trưởng thành. Giai đoạn chuyển đổi giới tính, tôm đực chuyển thành tôm cái với bọc trứng dưới bụng. Giai đoạn tôm cái đẻ.

## Giá trị
Tôm Amaebi là một trong những loại thức ăn được ưa chuộng ở Nhật. Người ta ăn sống loại này với chanh và mù tạc, chúng ngon khi làm sashimi, trong món salad hay một phần của món sashimi lớn hơn. Tôm có giá trị dinh dưỡng. Mùa của tôm này là mùa đông, mặc dù chúng có thể được tìm thấy quanh năm nhờ số lượng lớn nhập khẩu từ Greenland và Canada. Sản lượng đánh bắt nội địa hàng năm là khoảng 2.000 tấn ở Hokkaido và 800 tấn ở tỉnh Ishikawa. Chúng được gọi tôm ngọt ở Nhật Bản vì chúng rất ngọt sau một vài ngày ở trong tủ lạnh.